# Гвалия, Иосиф Дианозович
Иосиф Дианозович Гвалия (1885 год, Сенакский уезд, Кутаисская губерния, Российская империя — неизвестно, Абашский район, Грузинская ССР) — бригадир колхоза имени Сталина Абашского района, Грузинская ССР. Герой Социалистического Труда (1948).

## Биография
Родился в 1885 году в крестьянской семье в одном из сельских населённых пунктов Сенакского уезда. После получения начального образования трудился в частном сельском хозяйстве. Во время коолективизации одним из первых вступил в колхоз имени Сталина Абашского района. Трудился рядовым колхозником, в послевоенные годы возглавлял полеводческое звено.
В 1948 году звено под его руководством показало высокие результаты при выращивании кукурузы, получив в среднем с каждого гектара по 71,4 центнеров кукурузы на участке площадью 3 гектара. Указом Президиума Верховного Совета СССР от 21 февраля 1948 года удостоен звания Героя Социалистического Труда за «получение высоких урожаев кукурузы и пшеницы в 1947 году» с вручением ордена Ленина и золотой медали «Серп и Молот» (№ 773).
Этим же Указом званием Героя Социалистического Труда были награждены председатель колхоза имени Сталина Абашского района Спиридон Филиппович Харебава, бригадиры Элпита Алексеевна Арвеладзе, Митрофан Симонович Дзидзигури и звеньевой Галактион Акакиевич Кучухидзе.
За выдающиеся трудовые результаты по итогам 1948 года был награждён вторым Орденом Ленина.
Проживал в Абашском районе. Дата его смерти не установлена.
Награды
- Герой Социалистического Труда
- Орден Ленина — дважды (1948; 03.05.1949)